# إل جي Vu 3
إل جي Vu 3 (بالإنجليزية: LG Vu 3)‏ هو هاتف ذكي من إل جي أليكترونيكس يعمل بنظام أندرويد، تم طرحه في الأسواق في سبتمبر 2013.

## الخصائص
- نظام التشغيل: أندرويد
- الكاميرا الأمامية: 2.1 ميجابكسل
- الكاميرا الخلفية: 13 ميجابكسل
- الشاشة: إل سي دي
- المعالج: رباعي النواة